# Światowy Kongres Esperanto w 1987 roku
72. Światowy Kongres Esperanto – Światowy Kongres Esperanto; zjazd esperantystów, który odbył się w dniach 25 lipca – 1 sierpnia 1987 roku w Warszawie, w Polsce. W 1987, w którym odbył się kongres obchodzono 100. rocznicę wydania Unua Libro. Uroczysta inauguracja kongresu odbyła się w Pałacu Kultury i Nauki w Warszawie; gościło na niej około 6000 gości (co jest rekordem frekwencji na Światowych Kongresach Esperanta), jednym z gości kongresu był wnuk Ludwika Zamenhofa Ludwik Zaleski-Zamenhof. W czasie kongresu odbyło się kilka przedstawień teatralnych w języku esperanto oraz koncertów.